# Leopold Potesil
Leopold Potesil (* 13. Mai 1933 in Wien; † 18. Januar 2023 ebenda) war ein österreichischer Boxer, vierfacher Staatsmeister, zweifacher Olympiateilnehmer und Vize-Europameister der Amateure, sowie Staatsmeister der Profis.

## Amateurkarriere
Potesil wurde 1952 Österreichischer Meister im Leichtgewicht, qualifizierte sich als einer von nur vier österreichischen Boxern für die Olympischen Sommerspiele 1952 in Helsinki und gewann seinen ersten Kampf gegen den Koreaner Sang Jum Ju einstimmig nach Punkten. Doch schon seinen nächsten Kampf gegen den Argentinier Américo Ángel Bonetti verlor er durch einstimmige Punktentscheidung und schied somit in der Vorrunde aus. 1953 wurde er wieder Österreichischer Meister im Leichtgewicht, 1956 auch im Halbweltergewicht.
Nachdem er sich als einziger österreichischer Boxer dafür qualifiziert hatte, nahm er auch noch an den Olympischen Sommerspielen 1956 in Melbourne teil, wo er im Halbweltergewicht an den Start ging. Auch diesmal gewann er seinen ersten Kampf gegen den Brasilianer Celestino Pinto durch Punktesieg, verlor jedoch erneut seinen zweiten Kampf durch Punkteniederlage gegen den Argentinier Antonio Marcilla. 1957 gewann er die Österreichische Meisterschaft im Weltergewicht.
An der 12. Europameisterschaft 1957 in Prag durfte er als einer von sechs Österreichern teilnehmen und gewann die Silbermedaille im Weltergewicht. Er hatte in der Vorrunde den Ungarn Laszlo Sebok nach Punkten und im Viertelfinale den Engländer Robert Warnes ebenfalls nach Punkten besiegt, erreichte als einziger Österreicher das Halbfinale und gewann dort durch einen äußerst seltenen W.o. (Walk over) gegen den Iren Fred Tiedt. Als einer von nur drei deutschsprachigen Boxern unter zwanzig Finalisten trat er gegen den Deutschen Manfred Graus in den Ring, verlor durch technischen K. o. in Runde 3 und erhielt somit Silber in seiner Gewichtsklasse.

## Profikarriere
Im April 1958 wurde Potesil schließlich Profiboxer und blieb in seinen ersten 18 Kämpfen ungeschlagen. Dabei besiegte er nicht nur mittelmäßige Aufbaugegner, sondern auch anspruchsvollere Boxer wie etwa den ehemaligen Deutschen Meister Hans Häfner, der bis dahin lediglich neun Niederlagen in 75 Kämpfen hinnehmen musste. Am 20. November 1959 erlitt Potesil die erste Niederlage seiner Profikarriere, als er vom krassen Außenseiter Andre Scheppler (1 Sieg, 1 Niederlage) in Runde 7 auf die Bretter geschickt wurde und durch K. o. verlor.
Nach drei Siegen in Folge verlor er am 23. September 1960 gegen den ehemaligen Deutschen Meister Günther Hase durch technischen K. o. in Runde 7, konnte jedoch den Rückkampf durch einen Punktesieg für sich entscheiden. Nach einem Unentschieden gegen den Niederländer Toon Schuurmans wurde er am 15. September 1961 durch K.-o.-Sieg in Runde 9 über Joachim Windbichler neuer Österreichischer Meister im Weltergewicht. Gleich in seinen nächsten beiden Kämpfen besiegte er den Syrer Mohammed Mousri sowie den Niederländischen Meister von 1958, Theo Baars. Am 4. Oktober 1962 erlitt er gegen den ehemaligen Europameister Christian Christensen eine schwere K.-o.-Niederlage in Runde 2 und beendete danach seine Karriere.
Fast drei Jahre später, am 3. September 1965, kehrte er noch einmal in den Ring zurück und gewann gegen den Italiener Mario Bacchetti durch Punktesieg über sechs Runden, ehe er sich endgültig aus dem aktiven Boxen zurückzog und sich als Boxtrainer für die Box Union Favoriten (BUF) betätigte.